# Spálené Poříčí
Spálené Poříčí − miasto w Czechach, w kraju pilzneńskim.
Według danych z 31 grudnia 2003 powierzchnia miasta wynosiła 5 452 ha, a liczba jego mieszkańców 2 529 osób.

## Demografia
| Rok             | 1970  | 1980  | 1991  | 2001  | 2003  |
| --------------- | ----- | ----- | ----- | ----- | ----- |
| Liczba ludności | 2 811 | 2 817 | 2 584 | 2 512 | 2 529 |

Źródło: Czeski Urząd Statystyczny